# Eutolmus mediocris
Eutolmus mediocris là một loài ruồi trong họ Asilidae. Eutolmus mediocris được Becker miêu tả năm 1923. Loài này phân bố ở vùng Cổ Bắc giới.